# ويستون آدامز
ويستون آدامز (بالإنجليزية: Weston Adams)‏ هو دبلوماسي وسياسي أمريكي، ولد في 16 سبتمبر 1938 في كولومبيا في الولايات المتحدة. انتخب عضو مجلس نواب كارولاينا الجنوبية.